# Saint-Couat-d’Aude
Saint-Couat-d’Aude (okzitanisch Sant Coat d’Aude)  ist eine französische Gemeinde mit 366 Einwohnern (Stand 1. Januar 2022) im Département Aude in der Region Okzitanien. Sie gehört zum Arrondissement Narbonne und zum Kanton La Montagne d’Alaric.

## Lage
Die Gemeinde Saint-Couat-d’Aude liegt an einer scharfen Flussbiegung der Aude, die ihre Fließrichtung von Südost auf Nord ändert. Nachbargemeinden von Saint-Couat-d’Aude sind Puichéric im Norden, Roquecourbe-Minervois im Nordosten, Moux im Süden, und Douzens.

## Bevölkerungsentwicklung
| Jahr      | 1962 | 1968 | 1975 | 1982 | 1990 | 1999 | 2018 |
| Einwohner | 421  | 350  | 287  | 286  | 286  | 339  | 396  |

## Sehenswürdigkeiten
- Kirche Saint-Cucufat